# نور الدين بوبو
نور الدين بوبو  (1976 المغرب) هو لاعب كرة قدم مغربي.